# Tapeinidium moluccanum
Tapeinidium moluccanum là một loài dương xỉ trong họ Lindsaeaceae. Loài này được C.Chr. mô tả khoa học đầu tiên năm 1929.